# Conocara
Conocara is een geslacht van straalvinnige vissen uit de familie van gladkopvissen (Alepocephalidae). Het geslacht is voor het eerst wetenschappelijk beschreven in 1896 door Goode & Bean.

## Soorten
- Conocara bertelseni Sazonov, 2002
- Conocara fiolenti Sazonov & Ivanov, 1979
- Conocara kreffti Sazonov, 1997
- Conocara macropterum (Vaillant, 1888)
- Conocara microlepis (Lloyd, 1909)
- Conocara murrayi (Koefoed, 1927)
- Conocara nigrum (Günther, 1878)
- Conocara salmoneum (Gill & Townsend, 1897)
- Conocara werneri Nybelin, 1947
- Conocara paxtoni Sazonov, Williams & Kobyliansky, 2009